# Buchnera gossweileri
Buchnera gossweileri är en snyltrotsväxtart som beskrevs av Spencer Le Marchant Moore. Buchnera gossweileri ingår i släktet Buchnera och familjen snyltrotsväxter. Inga underarter finns listade i Catalogue of Life.